# «Быстрый», или Танжер, Алжир и Тунис
Очерк путевых впечатлений «„Быстрый“, или Танжер, Алжир и Тунис», продолжающий книгу «Из Парижа в Кадис», был написан Дюма после его путешествия в ноябре — декабре 1846 года в Северную Африку, совершённого на французском военном корабле «Быстрый».

## Сюжет
В очерке приведена краткая история Людовика IX (Святой Людовик), его боевых заслуг и гибели в Северной Африке, содержится подробное описание его усыпальницы в Тунисе.
Также в очерке рассказано об укладе арабской (мусульманской) семьи, о роли мужчины и женщины в ней, о правах и обязанностях представителей обоих полов. Особое внимание в очерке уделено арабской женщине.